# Liste der denkmalgeschützten Objekte in Breitenbrunn am Neusiedler See
Die Liste der denkmalgeschützten Objekte in Breitenbrunn am Neusiedler See enthält die 25 denkmalgeschützten, unbeweglichen Objekte der burgenländischen Marktgemeinde Breitenbrunn am Neusiedler See.

## Denkmäler
| Foto |                 | Denkmal                                                                                           | Standort                                                        | Beschreibung | Metadaten |
| ---- | --------------- | ------------------------------------------------------------------------------------------------- | --------------------------------------------------------------- | --- | --- |
| ja   | Datei hochladen | Figurenbildstock, Antonisäule HERIS-ID: 29076 Objekt-ID: 25706                                    | bei Antonigasse 1 Standort KG: Breitenbrunn                     | Eine Säule mit Steinfigur des hl. Antoni aus dem Ende des 18. Jahrhunderts. | BDA-Hist.: Q37923641 Status: § 2a Stand der BDA-Liste: 2025-06-30 Name: Figurenbildstock, Antonisäule GstNr.: 244/1                                                                                       |
| ja   | Datei hochladen | Bildstock, Immaculata-Säule HERIS-ID: 29082 Objekt-ID: 25712                                      | bei Bruckergasse 1a Standort KG: Breitenbrunn                   | Auf einem quadratischen Sockel eine runde Säule mit einer Immaculata-Steinfigur; datiert mit 1878. | BDA-Hist.: Q37923713 Status: § 2a Stand der BDA-Liste: 2025-06-30 Name: Bildstock, Immaculata-Säule GstNr.: 211/1                                                                                         |
| ja   | Datei hochladen | Bürgerhaus HERIS-ID: 29064 Objekt-ID: 25693                                                       | Eisenstädterstraße 2 Standort KG: Breitenbrunn                  | Ein fünfachsiger Bau mit gewölbter Einfahrt und barockem Kreuzgratgewölbe. | BDA-Hist.: Q37923457 Status: Bescheid Stand der BDA-Liste: 2025-06-30 Name: Bürgerhaus GstNr.: 265 |
| ja   | Datei hochladen | Bürgerhaus HERIS-ID: 29065 Objekt-ID: 25694                                                       | Eisenstädterstraße 8 Standort KG: Breitenbrunn                  | Ein zweigeschoßiger Bau mit fünf Achsen, gewölbter Einfahrt und im Hof mit Schwibbögen. | BDA-Hist.: Q37923474 Status: Bescheid Stand der BDA-Liste: 2025-06-30 Name: Bürgerhaus GstNr.: 276, 277                                                                                                   |
| ja   | Datei hochladen | Florianikapelle HERIS-ID: 29053 Objekt-ID: 25682                                                  | bei Eisenstädterstraße 74 Standort KG: Breitenbrunn             | Ein Breitpfeiler mit Rundbogennische und einer Steinstatue des hl. Florian. | BDA-Hist.: Q37923352 Status: § 2a Stand der BDA-Liste: 2025-06-30 Name: Florianikapelle GstNr.: 320 |
| ja   | Datei hochladen | Bildstock, Immaculata HERIS-ID: 29080 Objekt-ID: 25710                                            | Hauptplatz 3, gegenüber Standort KG: Breitenbrunn               | Datiert mit 1731. | BDA-Hist.: Q37923682 Status: § 2a Stand der BDA-Liste: 2025-06-30 Name: Bildstock, Immaculata GstNr.: 106/1 Maria Immaculata (Breitenbrunn am Neusiedler See)                                             |
| ja   | Datei hochladen | Bauernhof (Anlage) HERIS-ID: 29066 Objekt-ID: 25695                                               | Josef Haydngasse 19 Standort KG: Breitenbrunn                   | Eine Bauernhofanlage mit einer langen Hofgasse. | BDA-Hist.: Q37923487 Status: Bescheid Stand der BDA-Liste: 2025-06-30 Name: Bauernhof (Anlage) GstNr.: 166, 165/2, 165/5, 165/3, 165/4, 165/6, 167, 165/1                                                 |
| ja   | Datei hochladen | Bauernhof (Anlage) HERIS-ID: 29067 Objekt-ID: 25696                                               | Josef Haydngasse 21, 21a Standort KG: Breitenbrunn              | Eine Bauernhofanlage mit einer langen Hofgasse und einem Erker auf Konsolen. | BDA-Hist.: Q37923501 Status: Bescheid Stand der BDA-Liste: 2025-06-30 Name: Bauernhof (Anlage) GstNr.: 164/7, 163, 164/2, 164/4, 164/6, 164/8, 164/10, 162, 164/3, 164/5, 164/9, 164/1                    |
| ja   | Datei hochladen | Bauernhof (Anlage) HERIS-ID: 29068 Objekt-ID: 25697                                               | Josef Haydngasse 23 Standort KG: Breitenbrunn                   | Eine Bauernhofanlage mit einer langen Hofgasse. | BDA-Hist.: Q37923516 Status: Bescheid Stand der BDA-Liste: 2025-06-30 Name: Bauernhof (Anlage) GstNr.: 159, 160, 161                                                                                      |
| ja   | Datei hochladen | Pest-/Dreifaltigkeitssäule HERIS-ID: 29077 Objekt-ID: 25707                                       | bei Kirchengasse 9 Standort KG: Breitenbrunn                    | Ein quadratischer Sockel mit den Steinfiguren hll. Rochus, Franz Xaver, Antonius und Sebastian und auf einer runden Säule ein Gnadenstuhl; datiert mit 1831. | BDA-Hist.: Q37923654 Status: § 2a Stand der BDA-Liste: 2025-06-30 Name: Pest-/Dreifaltigkeitssäule GstNr.: 61/2 Dreifaltigkeitssäule (Breitenbrunn am Neusiedler See)                                     |
| ja   | Datei hochladen | Bürgerhaus, ehem. Kunigundenzeche HERIS-ID: 29069 Objekt-ID: 25698                                | Kirchengasse 28 Standort KG: Breitenbrunn                       | Die Fassade des Bürgerhauses weist einen Konsolerker auf, der mit 1589 bezeichnet ist. | BDA-Hist.: Q37923529 Status: Bescheid Stand der BDA-Liste: 2025-06-30 Name: Bürgerhaus, ehem. Kunigundenzeche GstNr.: 41                                                                                  |
| ja   | Datei hochladen | Ehem. Gutshof HERIS-ID: 29070 Objekt-ID: 25699seit 2012                                           | Kirchengasse 30 Standort KG: Breitenbrunn                       | | BDA-Hist.: Q37923543 Status: Bescheid Stand der BDA-Liste: 2025-06-30 Name: Ehem. Gutshof GstNr.: 44 |
| ja   | Datei hochladen | Bauernhaus HERIS-ID: 29071 Objekt-ID: 25700                                                       | Kirchengasse 34a Standort KG: Breitenbrunn                      | | BDA-Hist.: Q37923588 Status: Bescheid Stand der BDA-Liste: 2025-06-30 Name: Bauernhaus GstNr.: 49 |
| ja   | Datei hochladen | Friedhofskreuz HERIS-ID: 29079 Objekt-ID: 25709                                                   | Spitalanger 9, bei, am Neuen Friedhof Standort KG: Breitenbrunn | Das Steinkreuz auf dem Friedhof steht auf einer Schale mit Widderköpfen. Der Sockel trägt eine Inschrift aus dem Jahr 1834. | BDA-Hist.: Q37923668 Status: § 2a Stand der BDA-Liste: 2025-06-30 Name: Friedhofskreuz GstNr.: 63/1 |
| ja   | Datei hochladen | Kath. Pfarrkirche, hl. Kunigunde HERIS-ID: 29060 Objekt-ID: 25689                                 | bei Kirchengasse 39 Standort KG: Breitenbrunn                   | Eine barocke Kirche, die 1675 erbaut und beim Türkeneinfall 1686 schwer beschädigt wurde. Nach dem Brand 1737 erhielt sie eine Neuausstattung. Der Kirchturm, im Kern spätgotisch, wurde 1926/27 um ein Geschoß erhöht und ein Pyramidenhelm aufgesetzt. Der Hochaltar mit einem Altarbild aus dem Ende des 17. Jahrhunderts stammt aus dem Jahr 1802. | BDA-Hist.: Q20645390 Status: § 2a Stand der BDA-Liste: 2025-06-30 Name: Kath. Pfarrkirche, hl. Kunigunde GstNr.: 63/2 Saint Cunigunde of Luxembourg Church (Breitenbrunn am Neusiedler See)               |
| ja   | Datei hochladen | Alter Friedhof mit Wehrmauer HERIS-ID: 29061 Objekt-ID: 25690                                     | Kirchengasse 39 Standort KG: Breitenbrunn                       | Ein Friedhof mit Wehrmauer und Bastionen, welches das Südbollwerk der ehemaligen Stadtbefestigung war. Das Portal ist mit 1647 datiert. Auf dem Friedhof befinden sich die klassizistische Grabsteine von Franz Pleyer († 1801), Jakob Ungeherlinger († 1825) und Heinrich Gabriel († 1833).                                                           | BDA-Hist.: Q37923411 Status: § 2a Stand der BDA-Liste: 2025-06-30 Name: Alter Friedhof mit Wehrmauer GstNr.: 63/1                                                                                         |
| ja   | Datei hochladen | Kreuzkapelle HERIS-ID: 29062 Objekt-ID: 25691                                                     | Kirchengasse 39 Standort KG: Breitenbrunn                       | Ein rechteckiger Bau mit Giebelfassade, der laut Inschrift 1725 erbaut wurde. Über dem Altar eine polychromierte Kreuzigungsgruppe. | BDA-Hist.: Q37923426 Status: § 2a Stand der BDA-Liste: 2025-06-30 Name: Kreuzkapelle GstNr.: 63/1 |
| ja   | Datei hochladen | Bildstock HERIS-ID: 29081 Objekt-ID: 25711                                                        | Prangerstraße 47, bei Standort KG: Breitenbrunn                 | Ein Ecce-Homo-Bildstock aus dem Jahr 1668. | BDA-Hist.: Q37923699 Status: § 2a Stand der BDA-Liste: 2025-06-30 Name: Bildstock GstNr.: 211/1 |
| ja   | Datei hochladen | Turm HERIS-ID: 29063 Objekt-ID: 25692                                                             | bei Prangerstraße 3 Standort KG: Breitenbrunn                   | Ein ehemaliger Wehrturm aus dem 17. Jahrhundert mit einem quadratischen Grundriss. Seit 1969 als Museum in Verwendung. | BDA-Hist.: Q37923442 Status: § 2a Stand der BDA-Liste: 2025-06-30 Name: Turm GstNr.: 61/1 Wehrturm Breitenbrunn                                                                                           |
| ja   | Datei hochladen | Bürgerhaus, Haus Pannonia HERIS-ID: 29072 Objekt-ID: 25701                                        | Prangerstraße 1 Standort KG: Breitenbrunn                       | Ein zweigeschoßiger, siebenachsiger Bau; das Einfahrtstor ist mit 1789 bezeichnet. | BDA-Hist.: Q28567909 Status: Bescheid Stand der BDA-Liste: 2025-06-30 Name: Bürgerhaus, Haus Pannonia GstNr.: 264/2                                                                                       |
| ja   | Datei hochladen | Bürgerhaus HERIS-ID: 32680 Objekt-ID: 29833                                                       | Prangerstraße 3 Standort KG: Breitenbrunn                       | Linke Hälfte des zweigeschoßigen Baues aus dem 18. Jahrhundert. | BDA-Hist.: Q37949101 Status: Bescheid Stand der BDA-Liste: 2025-06-30 Name: Bürgerhaus GstNr.: 261/2 |
| ja   | Datei hochladen | Bürgerhaus HERIS-ID: 32681 Objekt-ID: 29834                                                       | Prangerstraße 3a Standort KG: Breitenbrunn                      | Rechte Hälfte des zweigeschoßigen Baues aus dem 18. Jahrhundert. In einer Wandnische die Figur des hl. Florian; datiert mit 1794. | BDA-Hist.: Q37949111 Status: Bescheid Stand der BDA-Liste: 2025-06-30 Name: Bürgerhaus GstNr.: 261/1 |
| ja   | Datei hochladen | Bürgerhaus HERIS-ID: 29073 Objekt-ID: 25703                                                       | Prangerstraße 5 Standort KG: Breitenbrunn                       | Ein zweigeschoßiger, fünfachsiger Bau mit gewölbter Toreinfahrt aus dem 18. Jahrhundert. | BDA-Hist.: Q37923618 Status: Bescheid Stand der BDA-Liste: 2025-06-30 Name: Bürgerhaus GstNr.: 260 |
| ja   | Datei hochladen | Bürgerhaus HERIS-ID: 29074 Objekt-ID: 25704                                                       | Prangerstraße 7 Standort KG: Breitenbrunn                       | Ein zweigeschoßiger, vierachsiger Bau mit einem Erker und Schwibbögen im Hoftrakt. | BDA-Hist.: Q37923630 Status: Bescheid Stand der BDA-Liste: 2025-06-30 Name: Bürgerhaus GstNr.: 258/1 |
| ja   | Datei hochladen | Denkmalanlage Landschaftsarchitekturprojekt „Die Grube“ HERIS-ID: 29075 Objekt-ID: 25705seit 2020 | Spitalanger 32 Standort KG: Breitenbrunn                        | „Die Grube“ ist ein seit den 1970er-Jahren weiterentwickeltes Land-Art-Projekt von Peter Noever, das einen alten Weinkeller als Basis hat. | BDA-Hist.: Q55723212 Status: Bescheid Stand der BDA-Liste: 2025-06-30 Name: Anlage Landschaftsarchitekturprojekt "Die Grube" GstNr.: 2676, 2677, 2678, 2705/28 Die Grube (Breitenbrunn am Neusiedler See) |